# Portale bronzeo della chiesa di Santa Maria di Portosalvo
Il portale bronzeo della chiesa di Santa Maria di Portosalvo di Siderno, realizzato nel 1987, è costituito da otto pannelli. Di questi, i primi 4 riassumono la teologia mariana:

## L'Annunciazione
-	Il 1° pannello raffigura l’Annunciazione dell’Angelo Gabriele, che annuncia alla Vergine Maria il concepimento di Gesù (Conceptis Domini o Conceptis Christi). L’Annunciazione del Signore è una solennità cattolica che si celebra il 25 Marzo, che corrisponde al 7 Aprile del calendario Gregoriano. Questa solenne celebrazione cattolica viene rinviata qualora coincida con una domenica di Quaresima o con una solennità pasquale. Il concepimento della Vergine Maria avvenne per opera dello Spirito Santo.

## Natività di Gesù
Il 2° pannello raffigura la Natività di Gesù a Betlemme, avvenuta tra il 7 e il 6 a.C. In entrambi i vangeli la nascita di Gesù è annunciata da un Angelo, ed è concepito per intervento divino.

## Fuga in Egitto
Il 3° pannello raffigura la Fuga in Egitto, che fa parte della storia di Gesù: un angelo appare in cielo e con gesto eloquente invita la Sacra Famiglia alla fuga, per scampare alla futura strage degli innocenti;

## Visitazione di Maria
Il 4° pannello raffigura la Visitazione della Beata Vergine Maria, ovvero ricorda la visita che la Vergine Maria fece alla sua parente Elisabetta (personaggio del vangelo di Luca), dopo aver ricevuto l’annuncio che sarebbe diventata madre di Gesù. È una festa liturgica della Chiesa Cattolica che si celebra il 31 maggio, fra le solennità dell'Annunciazione e della Nascita di Giovanni Battista. Prima del 1969 si celebrava il 2 luglio, più di una settimana dopo avere celebrato la nascita di colui che sussultò nel grembo di qua madre in occasione della visitazione di Maria ( Mt 1,41, su laparola.net.). In questa veste la Vergine Maria è chiamata Madonna della Visitazione.

## Nozze di Cana
Il 5° pannello si riferisce al primo miracolo di Gesù che avvenne durante le Nozze di Cana in Galilea, compiuto durante un matrimonio, in cui fu invitato anche Gesù. Venuto a mancare il vino fu tramutata l’acqua in vino (Vangelo secondo Giovanni) su richiesta della madre di Gesù.

## Deposizione di Gesù dalla croce
Il 6° pannello raffigura la Deposizione dalla croce: il corpo di Cristo viene calato dalla croce.

## La Pentecoste
Il 7° pannello raffigura la Pentecoste (o Festa dello Spirito Santo), festa cristiana, mobile, che cade nel cinquantesimo giorno a partire dal giorno di Pasqua, compreso. Questa festa cristiana rappresenta una festa di ringraziamento.

## L'Assunzione di Maria
L’8° pannello raffigura l’Assunzione di Maria, in cielo. Alla fine della sua vita terrena, la Vergine Maria fu accolta in cielo, senza morte fisica.